# Palais Verkiai
Le Palais Verkiai (en lituanien : Verkių rūmai) est un manoir néoclassique du XVIIIe siècle situé à Vilnius, en Lituanie. Le complexe du palais de Verkiai est un monument culturel et historique important dans le parc régional de Verkiai.

## Histoire
Jusqu'à la fin du XIVe siècle, un manoir en bois était la propriété des grands-ducs de Lituanie. En 1387, le grand-duc de Lituanie et roi de Pologne Jagellon, à l'occasion de sa conversion au christianisme, fit don de ce lieu à l'épiscopat de Vilnius. Verkiai servit de résidence d'été permanente aux évêques de Vilnius jusqu'à la fin du XVIIIe siècle.

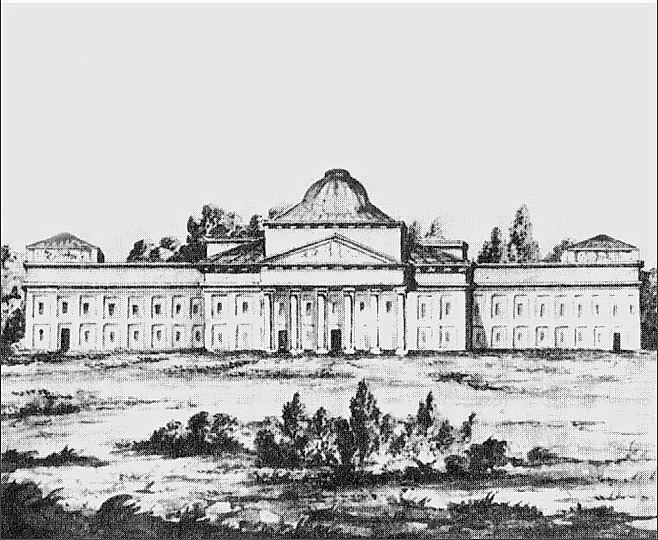
Palais central dessiné avant sa démolition

Le palais de Verkiai est ensuite allé à l'évêque Ignacy Jakub Massalski  en 1780. Il engagea deux architectes célèbres, Marcin Knackfus et Laurynas Gucevičius, pour reconstruire le palais en style néoclassique. Le bâtiment principal du palais, les écuries et plusieurs autres bâtiments ont été conçus par Gucevičius. Le bâtiment était appelé « le Versailles de Vilnius ». Le palais possédait un petit théâtre, une bibliothèque et un petit musée d'armes à feu et était entouré d'un parc.
Le palais a été gravement endommagé lors de l'invasion de la Russie par Napoléon. Finalement, le bâtiment central du palais fut démoli sur ordre d'un nouveau propriétaire, le prince Ludwig Wittgenstein, qui acheta Verkiai en 1839. Il ordonna également la restructuration des autres bâtiments et l'immeuble de bureaux de l'aile est assuma le rôle de palais à partir des années 1840. Il est attesté que les premières photographies connues dans l'actuelle Lituanie ont été prises en 1839, lorsque Karol Podczaszyński a réalisé un daguerréotype du palais qui devait être reconstruit. Les images n’ont pas survécu. En 1918, pendant l'existence éphémère du Royaume de Lituanie, le palais fut envisagé pour devenir la résidence officielle du nouveau roi élu de Lituanie, Guillaume Charles, duc d'Urach (Mindaugas II).
Après la Seconde Guerre mondiale, les bâtiments restants du palais ont été utilisés comme établissements d'enseignement et comme musée d'art. Depuis 1960, l'ensemble appartient à l'Institut lituanien de Botanique et fait désormais partie du Centre de recherche sur la nature. Le parc de Verkiai (36 ha) n’est que le vestige des anciens parcs du XVIIIe siècle, qui occupaient jusqu’à 250 hectares.

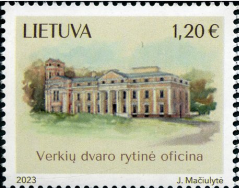
Le palais sur un timbre lituanien.
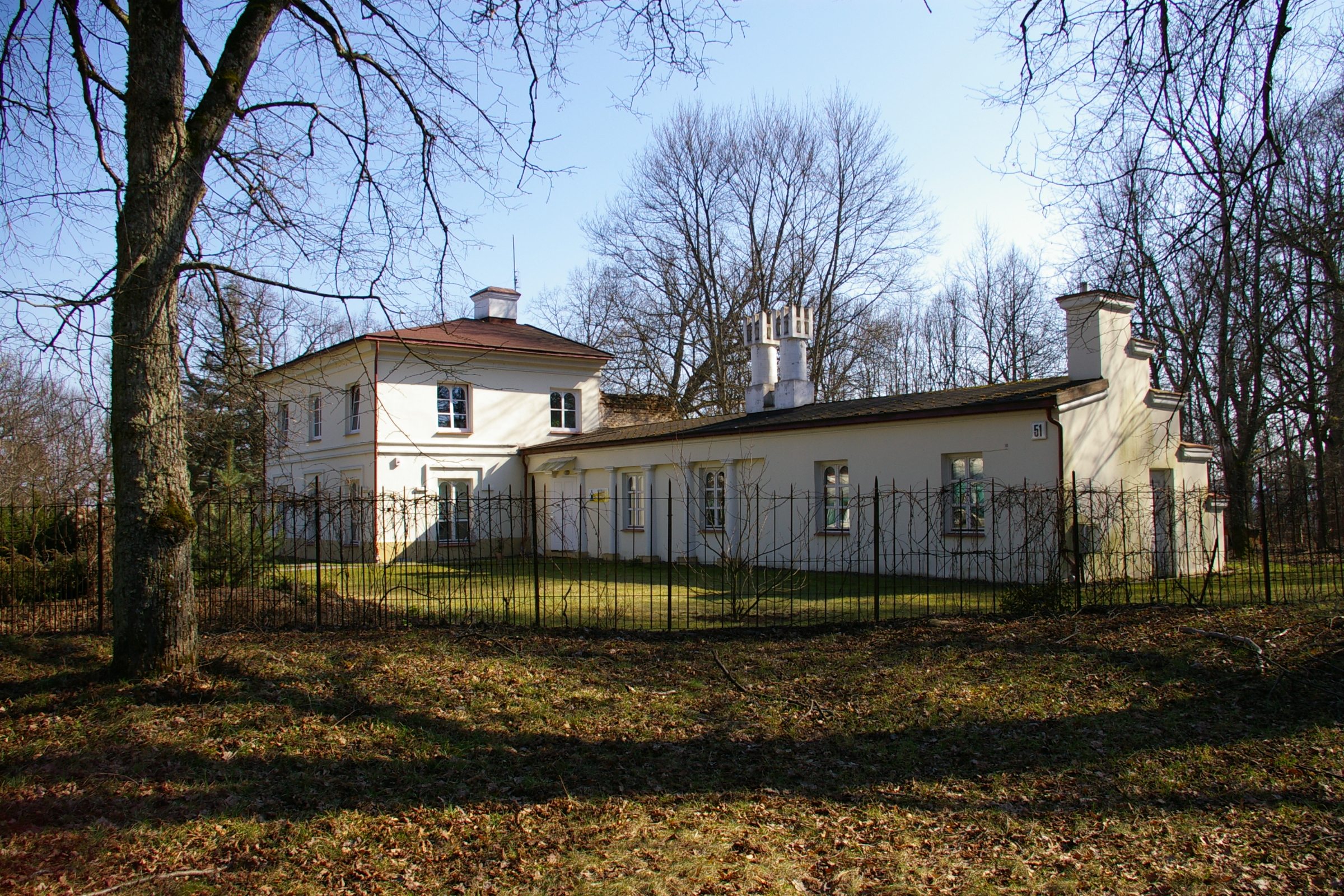
Orangerie.
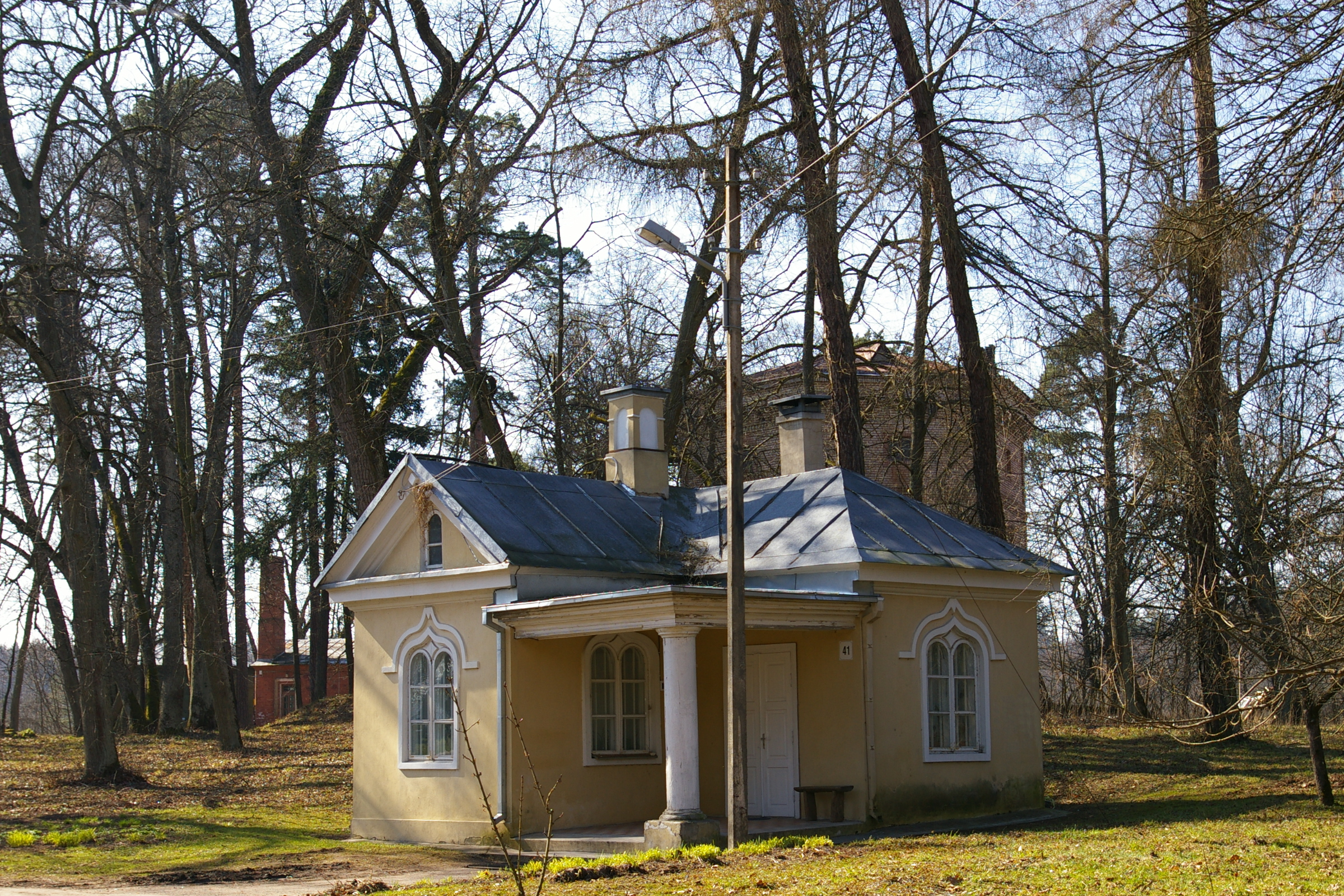
Edifice du parc.
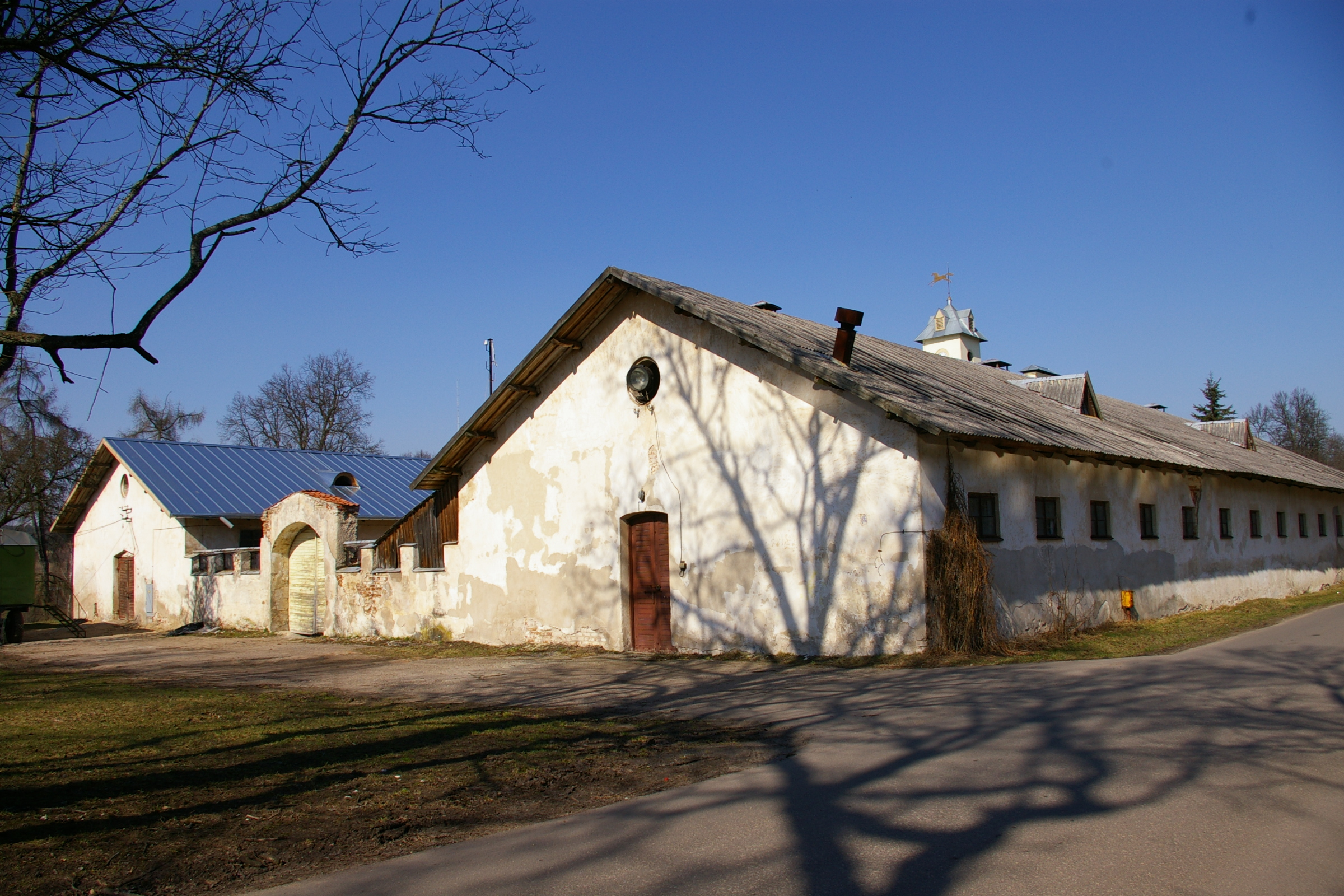
Anciennes écuries.
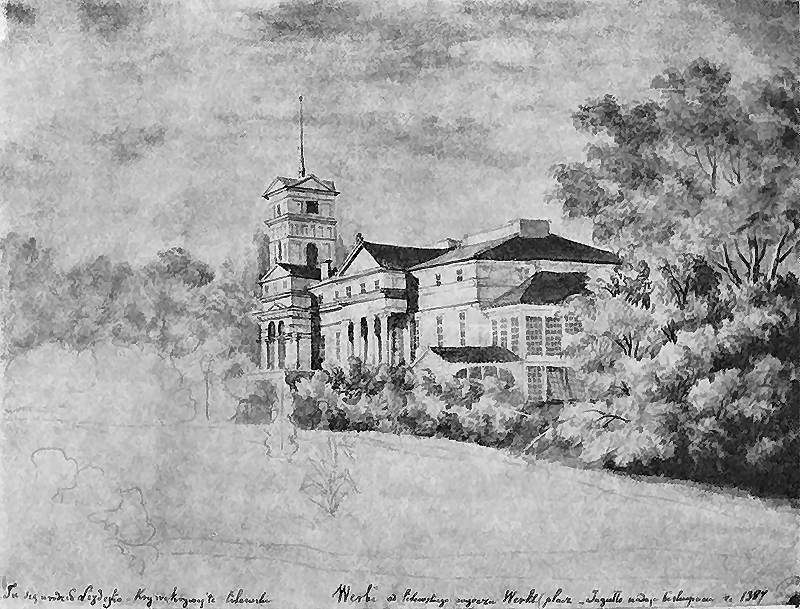
Palais de Verkiai : dessin de Napoleon Orda de 1877.